# 米哈伊利夫卡 (新波克羅夫卡市鎮)
47°59′8″N 34°31′10″E / 47.98556°N 34.51944°E
米哈伊利夫卡（烏克蘭語：Михайлівка），是位於烏克蘭中部的村落，隸屬第聶伯羅彼得羅夫斯克州裏第聶伯羅區的新波克羅夫卡市鎮。該村處於卡米舍瓦塔蘇拉河左岸，距離克维图切3.5公里，海拔高度94米，2001年人口164。